# Jerzy Hauptmann
Jerzy Hauptmann (ur. 24 listopada 1920 w Łodzi, zm. 29 stycznia 2008 w Parkville) – polski politolog i badacz administracji publicznej, powstaniec warszawski, profesor Park University.

## Życiorys
10 grudnia 1939 r. znalazł się w obozie przesiedleńczym w Radogoszczu, ponieważ uważając się za Polaka, nie chciał podpisać volkslisty. Twierdził, że w Łodzi tożsamość narodowa nie była kwestią pochodzenia, lecz poczucia przynależności. Został przewieziony przez Niemców do Generalnego Gubernatorstwa. W czasie II wojny światowej pracował w Dyrekcji Miejskich Wodociągów i Kanalizacji, służył w Armii Krajowej, w szeregach batalionu „Kiliński” (pod pseudonimem „Okularnik”), w którym walczył także w powstaniu warszawskim (w stopniu plutonowego podchorążego, następnie podporucznika), w ramach kompanii „Warta” i „Osa”, m.in. współtworzył łączność kanałową. Od 20 września 1944 był żołnierzem 28 Dywizji Piechoty AK im. Stefana Okrzei. Dostał się do niewoli niemieckiej, przebywał w Oflagu VII A Murnau.
Po II wojnie światowej znalazł się w Innsbrucku, gdzie w 1947 ukończył studia prawnicze na Leopold-Franzens-Universität Innsbruck, a w 1948 obronił pracę doktorską. W II połowie lat 40. był aktywnym działaczem austriackiej Polonii, m.in. prezesem Związku Akademików Polskich w Innsbrucku i prezesem Zjednoczenia Polaków w Tyrolu.
Od 1950 mieszkał w Stanach Zjednoczonych, od 1951 pracował w Park University, w 1967 założył pismo Midwest Review of Public Administration, w 1982 utworzył Park University’s Graduate School of Public Affairs, nazwaną w 2001 jego imieniem (Hauptmann School for Public Affairs). W latach 1964–1971 organizował razem z Gottholdem Rhode polsko-niemieckie sympozja w Lindenfels.
Przetłumaczył na angielski Zwycięstwo prowokacji Józefa Mackiewicza (wyd. 2009).
Był odznaczony Krzyżem Walecznych i Orderem Virtuti Militari (V Klasy), od 1974 był członkiem Polskiego Towarzystwa Naukowego na Obczyźnie.